# Asplenium hispanicum
Asplenium hispanicum (укр. Аспленій іспанський) — вид рослин з родини аспленієві (Aspleniaceae).

## Опис
Листки до 12 см, від еліптичних до оберненояйцевидих, як правило, зелені, 1-2 перисті; черешки майже рівні по довжині листу. Спори 33-39 мкм в діаметрі. Спороношення з лютого по вересень.

## Поширення
Батьківщина: Північна Африка: Марокко, Алжир, Європа: Іспанія, Гібралтар. Рідкісний вид. Росте у тріщинах вапняку.